# Park Narodowy Gotska Sandön

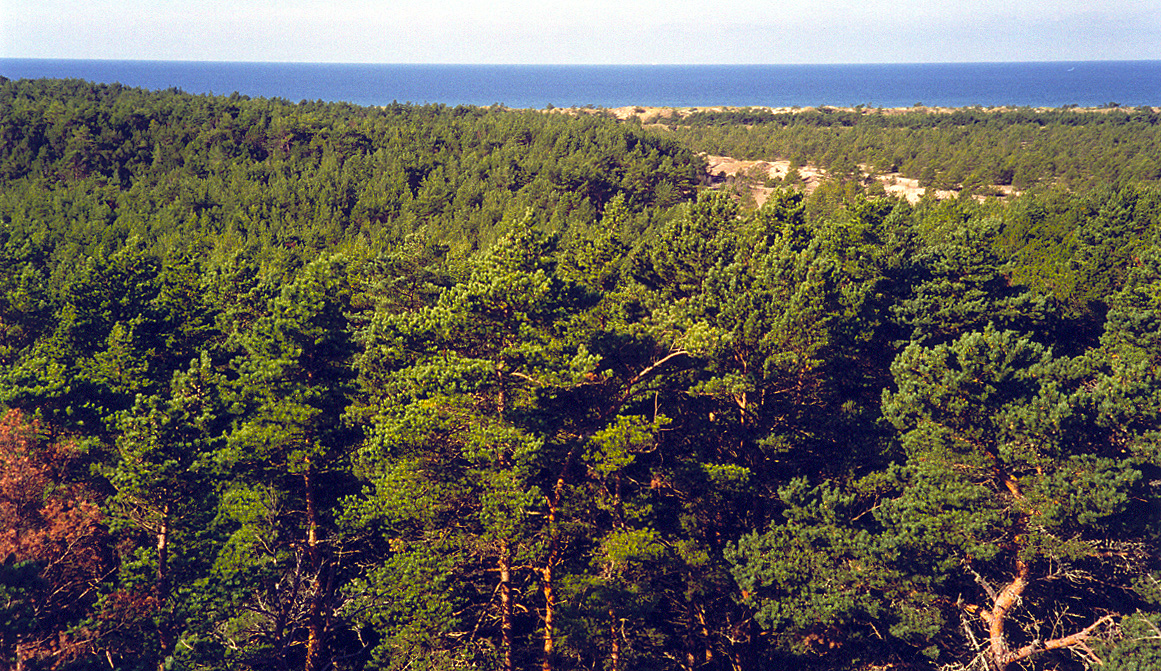
Gotska Sandön

Park Narodowy Gotska Sandön (szw. Nationalparken Gotska Sandön) – park narodowy położony w Szwecji, na terenie regionu administracyjnego Gotland. Obejmuje wyspę Gotska Sandön oraz otaczające ją wody Morza Bałtyckiego. Gotska Sandön jest najbardziej izolowaną wyspą Morza Bałtyckiego. Dzięki tej izolacji uniknęła dużej aktywności ludzkiej. Park został utworzony w celu ochrony naturalnych w znacznym stopniu lasów sosnowych, wydm, wielu rzadkich zespołów roślinnych, rzadkich gatunków owadów, obszarów ważnych dla wędrujących ptaków oraz miejsc rozrodu fok. Ponadto chronione są budynki postawione na wyspie. W Parku Narodowym Gotska Sandön, jako jedynym na terenie Szwecji, prowadzona jest polityka nieinterwencji. Martwe drzewa nie są usuwane, co jest ważne dla licznych gatunków owadów żyjących na wyspie.
Na terenie dawnej osady, w pobliżu latarni morskiej, znajduje się budynek szkoły, w 1983 przekształcony w muzeum przyrodniczo-historyczne. Szwedzkie prawo do korzystania z przyrody na Gotska Sandön jest zawieszone - nocować na wyspie wolno tylko w wyznaczonych miejscach.